# De grappen van Lambik 5 (oude reeks)
De grappen van Lambik 5 was het vijfde album dat verscheen in de reeks De grappen van Lambik.
De grappen voor dit album werden verzonnen in de periode 1958-1959, en verschenen voor het eerst in het weekblad De bond.
Het album werd in 1959 ongekleurd uitgegeven met een groene achtergrond en drie gekleurde kadertjes met Lambik, Sézar en een voorstelling van een gag.